# Maratus anomaliformis
Lycidas anomaliformis là một loài nhện trong họ Salticidae.
Loài này thuộc chi Lycidas. Lycidas anomaliformis được Marek Żabka miêu tả năm 1987.